# Шелефтеелвен
Шелефтеелвен (на шведски: Shellefteälven) е река в Северна Швеция (провинции Норботен и Вестерботен), вливаща се в Ботническия залив на Балтийско море. Дължина 410 km, площ на водосборния басейн 11 731 km².

## Географска характеристика
Река Шелефтеелвен изтича от югозападния ъгъл на езерото Икесъяуре, разположено на 745 m н.в. в северната част на Скандинавските планини в непосредствена близост до границата с Норвегия. По цялото си протежение тече в югоизточна посока по платото Норланд през множество големи проточни езера (Седваяуре, Хорнаван, Удяуре, Стураван и др.), а между тях и по-надолу образува бързеи, прагове и малки водопади (Варгфорсен и др.). В долното течение тече по хълмиста приморска равнина. Влива се в северозападната част на Ботническия залив на Балтийско море, при град Шелефтехамн.
Водосборният басейн на река Шелефтеелвен обхваща площ от 11 731 km², като малка част се намира на норвежка територия. Речната ѝ мрежа е двустранно развита. На североизток и югозапад водосборният басейн на Шелефтеелвен граничи с водосборните басейни на реките Питеелвен, Бюскеелвен, Когеелвен, Риклеон, Умеелвен и други по-малки, вливащи се в Ботническия залив на Балтийско море, а на северозапад – с водосборните басейни на река Солтеелв и други по-малки, вливащи се в Норвежко море).
Основни притоци: леви – Рикбнестрьомен, Петикон; десни – Руонекйоки, Малон (120 km, 1917 km²).
Шелефтеелвен има предимно снежно подхранване с ясно изразено пролетно-лятно пълноводие и зимно маловодие. Среден годишен отток в долното течение около 160 m³/s. Замръзва през декември, а се размразява през април.

## Стопанско значение, селища
В средното и долно течение на реката е изградена каскада от ВЕЦ (Слагнес, Галеяур, Варгфорсен, Шелефтео. Водите ѝ се използват за битово и промишлено водоснабдяване и воден туризъм. Най-големите селища по течението ѝ са градовете Арьеплог, Шелефтео и Шелефтехамн.